# ХӀ
ХӀ, хӀ — кириллический диграф, используемый в абазинском, аварском, агульском, даргинском, ингушском, каратинском, лакском и чеченском языках.

## Использование
В большинстве языков нахско-дагестанской группы диграфом передаётся глухой фарингальный фрикатив [ħ]. Однако в чеченском языке хӀ обозначает глухой глоттальный щелевой согласный звук [h]. 
Пример использования диграфа в абазинском языке: ХIарамчас — пища. В чеченском языке диграф употребляется в том числе в слове хІинцца — «сейчас».